# Minla cua-roja
La minla cua-roja (Minla ignotincta) és un ocell de la família dels leiotríquids (Leiothrichidae) i única espècie del gènere Minla Hodgson, 1837.

## Hàbitat i distribució
Viu entre la malesa del bosc, a l'Himàlaia, al nord-est de l'Índia des del centre del Nepal cap a l'est fins Arunachal Pradesh cap al sud fins al sud-est de Bangladesh, Manipur i Nagaland, sud-est del Tibet, oest, nord-est, sud i est de Myanmar, sud-oest de la Xina a l'oest i sud-est de Yunnan, sud-oest i sud-est de Szechwan, sud d’Hunan i nord de Kwangsi, i nord del Vietnam al nord-oest de Tonquín.

## Taxonomia
Antany ubicat a la família dels timàlids (Timaliidae). Al gènere Minla s'incloïa també Minla strigula, que va ser ubicada a Actinodura, arran els treballs de Cibois et al. 2018.